# Sroczek białorzytny
Sroczek białorzytny (Kittacincla malabarica) – gatunek ptaka z rodziny muchołówkowatych (Muscicapidae), występującego w południowej i południowo-wschodniej Azji.

## Systematyka
Systematyka gatunku jest kwestią sporną. Autorzy Kompletnej listy ptaków świata i IUCN umieszczają sroczka białorzytnego w rodzaju Kittacincla, ale wielu innych autorów zalicza go do Copsychus. Wyróżniono kilkanaście podgatunków K. malabarica; w zależności od ujęcia systematycznego niektóre z nich podnoszone są do rangi gatunku, a niektóre uznawane są za synonimy.
Autorzy Handbook of the Birds of the World (HBW) wyróżniają następujące podgatunki:
- K. m. malabarica (Scopoli, 1786) – sroczek białorzytny – zachodnie i południowe Indie.
- K. m. leggei Whistler, 1941 – Sri Lanka.
- K. m. interposita Robinson & Kloss, 1922 – Nepal, północne, północno-wschodnie i środkowo-wschodnie Indie, wschodni Bangladesz, Mjanma, południowe Chiny, Hajnan, Tajlandia i Indochiny.
- K. m. macroura (Gmelin, 1789) – wyspa Côn Sơn (południowy Wietnam).
- K. m. tricolor (Vieillot, 1818) – zachodnia Malezja, Sumatra, północno-zachodnia Jawa i pobliskie wyspy na wschodzie.
- K. m. melanura Salvadori, 1887 – sroczek rdzawobrzuchy – wyspy na zachód od Sumatry (oprócz Enggano i Simeulue).
- K. m. hypoliza Oberholser, 1912 – wyspa Simeulue (na zachód od Sumatry).
- K. m. opisthochra Oberholser, 1912 – wyspa Lasia (w pobliżu Simeulue).
- K. m. mirabilis (Hoogerwerf, 1962) – wyspa Prinsen (pomiędzy Sumatrą i Jawą).
- K. m. omissa E.J.O. Hartert, 1902 – Jawa (oprócz części północno-zachodniej).
- K. m. nigricauda Vorderman, 1893 – sroczek krzykliwy – wyspa Kangean (północno-wschodnia Jawa).
- K. m. suavis (Sclater, 1861) – Borneo (z wyjątkiem północnej części).
- K. m. stricklandii (Motley & Dillwyn, 1855) – sroczek białołbisty – północne Borneo i Banggi
- K. m. barbouri Bangs & J.L. Peters, 1927 – sroczek atolowy – Maratua (na północny wschód od Borneo)

Autorzy Kompletnej listy ptaków świata do K. malabarica zaliczają także zamieszkującego Andamany sroczka andamańskiego K. m. albiventris (Blyth, 1858), który przez Międzynarodowy Komitet Ornitologiczny (IOC) i autorów HBW uznawany jest za osobny gatunek. IOC za osobny gatunek uznaje także sroczka białołbistego, wliczając do tego taksonu podgatunki stricklandii i barbouri.

## Morfologia
Długość ciała wynosi około 21–28 cm (w tym ogon o długości 7 cm u samców); masa ciała: 22–42 g (podgatunek tricolor), 31–42 g (podgatunek suavis). Występuje dymorfizm płciowy. Samiec czarnoniebieski z brązowym brzuchem, samica zielonobrązowa.

## Tryb życia
Odżywia się owadami, owocami, jagodami, pąkami. Samica składa 2–6 jaj w gnieździe w dziupli lub w zagłębieniu na drzewie, które następnie wysiaduje przez 13 dni. Młode wylatują z gniazda po dwóch tygodniach po wykluciu, ale rodzice karmią je jeszcze przez tydzień. Ptaki te w niewoli mogą dożyć 20 lat.

## Status
IUCN uznaje sroczka białorzytnego za gatunek najmniejszej troski (LC, Least Concern). Liczebność światowej populacji nie została oszacowana, choć przypuszcza się, że jest duża, gdyż ptak ten opisywany jest jako pospolity przynajmniej w części swego zasięgu. Trend liczebności populacji uznawany jest za spadkowy.
Od 2016 roku IUCN za osobny gatunek uznaje sroczka andamańskiego (Kittacincla albiventris), również zalicza go do kategorii najmniejszej troski; trend liczebności jego populacji uznawany jest za stabilny.